# NGC 278
NGC 278 је спирална галаксија у сазвежђу Касиопеја која се налази на NGC листи објеката дубоког неба.
Деклинација објекта је + 47° 33' 3" а ректасцензија 0h 52m 4,5s. Привидна величина (магнитуда) објекта NGC 278 износи 10,7 а фотографска магнитуда 11,5. Налази се на удаљености од 11,8000 милиона парсека од Сунца. NGC 278 је још познат и под ознакама UGC 528, MCG 8-2-16, CGCG 550-16, IRAS 00492+4716, PGC 3051.